# Új-guineai avarjáró
Az új-guineai avarjáró (Orthonyx novaeguineae) a madarak osztályának verébalakúak (Passeriformes) rendjébe és az avarjárófélék (Orthonychidae) családjába tartozó faj.

## Rendszerezése
A fajt Adolf Bernhard Meyer német ornitológus írta le 1874-ben.

## Alfajai
- Orthonyx novaeguineae novaeguineae A. B. Meyer, 1874
- Orthonyx novaeguineae victorianus Oort, 1909[2]

## Előfordulása
Új-Guinea szigetén, Indonézia és Pápua Új-Guinea területén honos. A természetes élőhelye szubtrópusi és trópusi hegyi esőerdők. Állandó, nem vonuló faj.

## Megjelenése
Testhossza 18,5 centiméter, a hím testtömege 53-75 gramm, a tojóé 47-58 gramm.

## Életmódja
Rovarokkal és más szárazföldi gerinctelenekkel táplálkozik.